# 大總主教

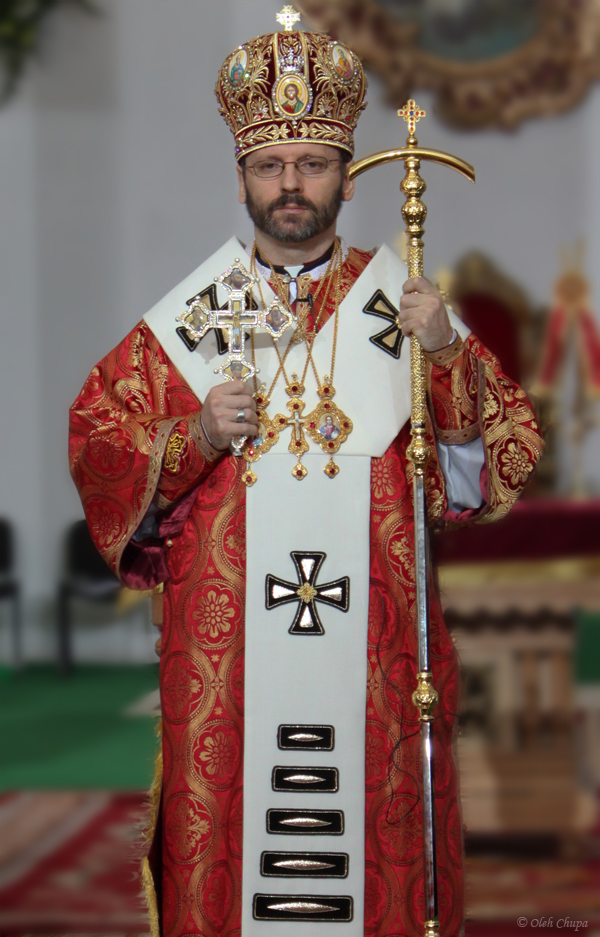
乌克兰希腊礼天主教会現任大總主教斯維亞托斯拉夫·舍夫丘克

大總主教（拉丁語：Archiepiscopus maior）是天主教會聖統制的一種頭銜。指得是一個作為東儀天主教會的管理者的總主教，由於該教座既有或者是教會最高權威（一般情況下是教宗）所給予的緣故而獲得此頭銜者。

## 簡介
東儀天主教會中大總主教和宗主教都是給予部分禮儀教會領袖的頭銜。影響到頭銜給予的大多是在於各教會的歷史背景，大總主教在順位上較為低於宗主教，但是並非受轄於後者。在其他方面，大總主教若是被拔擢為樞機，他會如同其他司鐸級樞機一樣被給予一個領銜堂區。而東儀天主教會的宗主教則是直接以其所轄的教區為銜而被任命為主教級樞機。 如同宗主教一般，大總主教的繼位者是由同禮儀所組成的主教會議選出後，由教宗給予認可後接任的，這是為了維護教會的共融性。另外這兩種東儀天主教教會的頭銜持有者都會是東方教會部的當然成員。

## 大總主教列表
此一頭銜最早給予烏克蘭希臘禮天主教會的利沃夫教區總主教。後來在2004年，該教會大總主教教座遷到基輔。現今共有四個東儀天主教會領袖擁有此頭銜。
| 禮儀                    | 大總教區               | 現任                             | 建立年代                             |
| ----------------------- | ---------------------- | -------------------------------- | ------------------------------------ |
| 烏克蘭希臘禮天主教會    | 基輔-加利奇            | 斯維亞托斯拉夫·舍夫楚克          | 1963年（原在利沃夫，2004年遷到基輔） |
| 敘利亞-瑪拉巴禮天主教會 | 埃納庫拉姆暨安加馬里   | 喬治·阿倫謝雷樞機                | 1992年                               |
| 敘利亞-瑪蘭卡禮天主教會 | 特里凡得琅             | 巴塞利奧斯·克利米斯·托通克爾樞機 | 2005年                               |
| 羅馬尼亞希臘禮天主教會  | 弗格拉什暨阿爾巴尤利亞 | 祿嘉·穆列尚樞機                  | 2005年                               |

## 外部連結
- List of all past and present Major Archbishops（页面存档备份，存于） by GCatholic
- Major Archbishop & Archdiocese of Ernakulam-Angamaly（页面存档备份，存于）
- "Syro-Malankara Catholic Church - homepage"